# 11701 Madeleineyang
11701 Madeleineyang eller 1998 FY116 är en asteroid i huvudbältet som upptäcktes den 31 mars 1998 av LINEAR i Socorro County, New Mexico. Den är uppkallad efter Madeleine L. Yang.
Asteroiden har en diameter på ungefär 6 kilometer.